# Dani Moreno
Daniel Moreno Fernández (Madrid, 5 de septiembre de 1981), más conocido como Dani Moreno, es un exciclista profesional español retirado en 2018.
Debutó como profesional en septiembre de 2004 de la mano del equipo Relax-Fuenlabrada y su último equipo fue el EF Education First-Drapac.

## Biografía
Dani empezó su devoción por el ciclismo en la peña y escuela de ciclismo Cedena de Fuenlabrada, en la cual se formó como ciclista. Debutó en septiembre de 2004 con el equipo Relax-Bodysol en la Vuelta a Gran Bretaña, donde tuvo una gran actuación, con un quinto puesto en la general final. En 2005 continuó en el equipo, obteniendo dos segundos puestos en la Clásica de Ordizia y la Vuelta a Andalucía, entre otros resultados destacados.
Finalmente, 2006 fue el año de su consagración definitiva, con dos victorias: 1 etapa de la Clásica de Alcobendas y otra etapa de la Volta ao Alentejo). Y tres podios en Alentejo, Alcobendas y la Vuelta a Burgos.
En el año 2007 continuó corriendo en Relax, y su resultado más destacado fue 1 etapa en el Tour de San Luis, 1 etapa en la Vuelta a Chihuahua y la Escalada a Montjuic incluyendo las dos etapas (aunque esa edición de la carrera barcelonesa ya no era una carrera oficial). También en el año 2007, queda segundo en la general final de la Clásica de Alcobendas, y tiene una destacable actuación en la Vuelta a España, quedando 12.º en la general, 2.º en la etapa de Ávila-Alto de Abantos y 5.º en la etapa de Zaragoza-Cerler.
En septiembre del año 2007 se anunció su fichaje por el equipo francés Agritubel para la temporada 2008. Días más tarde se desmintió y que siguió ligado al equipo español. 
Con la desaparición del equipo Relax al comienzo de la temporada, se quedó sin equipo y por tanto sin poder competir. A finales del mes de marzo, firmó un acuerdo con el equipo Caisse d'Epargne.
Posteriormente pasó por el Omega Pharma Lotto y en el año 2011 se unió al Katusha ruso.
El 23 de agosto de 2011 consiguió su primera victoria en una gran vuelta al ganar en la 4.ª etapa de la Vuelta a España 2011, en la llegada a Sierra Nevada, tras saltar desde el pelotón en los últimos kilómetros y dar caza a Chris Anker Sørensen a quién ganó gracias un ataque en los metros finales. Esta victoria le sirvió también para colocarse líder provisional de las clasificaciones de la montaña y la combinada.
El 17 de abril de 2013 ganó la Flecha Valona, su victoria más importante. 
En la Vuelta a España 2013 consiguió sus mejores resultados en una vuelta grande. Vencedor en las etapas 4.ª y 9.ª, con finales en Finisterre y Valdepeñas de Jaén, logró además colocarse líder de la general después de esta última. Como consecuencia de los resultados en esta jornada sumó al liderato en las clasificaciones por puntos y la general también el liderazgo en la combinada.
En octubre de 2015 el Movistar Team anunció la firma de un contrato de dos años con Moreno, comenzando en 2016.

## Palmarés
| 2006 - 1 etapa de la Vuelta al Alentejo - 1 etapa de la Clásica de Alcobendas 2007 - Escalada a Montjuic (ver nota) - 1 etapa del Tour de San Luis - 1 etapa de la Vuelta a Chihuahua 2008 - 1 etapa de la Euskal Bizikleta 2009 - 1 etapa de la Vuelta a Chihuahua 2011 - 1 etapa de la Vuelta a Burgos - 1 etapa de la Vuelta a España - Giro del Piemonte | 2012 - 1 etapa de la Vuelta a Andalucía - Gran Premio Miguel Induráin - 2 etapas del Critérium del Dauphiné - Vuelta a Burgos, más 2 etapas 2013 - Flecha Valona - 2 etapas de la Vuelta a España 2015 - 1 etapa de la Vuelta a Burgos 2016 - 1 etapa de la Vuelta a Asturias - 3.º en el Campeonato Europeo en Ruta |

## Resultados en Grandes Vueltas y Campeonatos del Mundo
| Carrera         | Carrera         | 2004 | 2005 | 2006 | 2007 | 2008 | 2009 | 2010 | 2011 | 2012 | 2013 | 2014 | 2015 | 2016 | 2017 | 2018 |
| --------------- | --------------- | ---- | ---- | ---- | ---- | ---- | ---- | ---- | ---- | ---- | ---- | ---- | ---- | ---- | ---- | ---- |
|                 | Giro de Italia  | —    | —    | —    | —    | —    | —    | 26.º | 29.º | 20.º | —    | 41.º | —    | —    | —    | —    |
|                 | Tour de Francia | —    | —    | —    | —    | —    | —    | 20.º | —    | —    | 17.º | —    | —    | 31.º | —    | —    |
|                 | Vuelta a España | —    | —    | 36.º | 12.º | 12.º | 11.º | —    | 9.º  | 5.º  | 10.º | 11.º | 9.º  | 8.º  | 18.º | 38.º |
| Mundial en Ruta | Mundial en Ruta | —    | —    | —    | —    | —    | 42.º | —    | —    | 24.º | 13.º | 36.º | 27.º | —    | —    | —    |

—: no participa

## Equipos
- Realx (2004-2007)
  - Relax-Bodysol (2004)
  - Relax-Fuenlabrada (2005)
  - Relax-GAM (2006-2007)
- Caisse d'Epargne (2008-2009)
- Omega Pharma-Lotto (2010)
- Katusha (2011-2015)
  - Katusha Team (2011-2013)
  - Team Katusha (2014-2015)
- Movistar Team (2016-2017)
- EF Education First-Drapac (2018)